# Acrossocheilus yunnanensis
Acrossocheilus yunnanensis е вид лъчеперка от семейство Шаранови (Cyprinidae). Видът е незастрашен от изчезване.

## Разпространение
Разпространен е в Китай.

## Описание
На дължина достигат до 21,6 cm.
Популацията на вида е намаляваща.